# آيت عبد العزيز (آيت هشيم)
آيت عبد العزيز هو دُوَّار يقع بجماعة آيت يوسف أو علي، إقليم الحسيمة، جهة طنجة تطوان الحسيمة في المملكة المغربية. ينتمي الدوّار لمشيخة آيت هشيم التي تضم 4 دواوير. يقدر عدد سكانه بـ 701 نسمة حسب الإحصاء الرسمي للسكان والسكنى لسنة 2004.

## وصلات خارجية
- البوابة الوطنية للجماعات الترابية
- المندوبية السامية للتخطيط